# K-League-Junior-Meisterschaft 2018
Die K-League-Junior-Meisterschaft 2018 war die 4. Austragung des Fußball-Pokalwettbewerbs für südkoreanische Vereinsmannschaften der K League Junior gewesen. Den Ligapokal gewann die U-18 von Ulsan Hyundai.
Das Pokalturnier begann am 8. August und endete am 20. August 2018 mit dem Finalspiel. Die Spiele wurden auf den Yangdeok-Stadion Platz 1-, Platz 2- und Platz 3, sowie auf den Honghae-, Ocheon- und Cheongrim-Sportplatz ausgetragen. Das Finale wurde im Steel-Yard-Stadion ausgetragen. Das Turnier fand in und um Pohang statt.

## Teilnehmende Mannschaften
Am Pokalturnier nehmen die K-League-Junior-Mitglieder teil.
| K League Junior die 22 Vereine der K League Junior 2018 |
| - Suwon Samsung Bluewings - Pohang Steelers - Daegu FC - FC Seoul - Ulsan Hyundai - Bucheon FC 1995 - Busan IPark - Daejeon Citizen - Seongnam FC - Incheon United - Gyeongnam FC - Jeju United - Jeonnam Dragons - Sangju Sangmu FC - Gwangju FC - Seoul E-Land FC - Suwon FC - Ansan Greeners FC - Gangwon FC - FC Anyang - Jeonbuk Hyundai Motors - Asan Mugunghwa FC |

## Modus
Die Mannschaften sind in insgesamt vier 4er Gruppen und in zwei 3er Gruppen eingeteilt gewesen. In den 4er Gruppen wurden drei und in den 3er Gruppen wurden zwei Spieltage ausgetragen. Die besten drei aus den 4er Gruppen, sowie die besten zwei aus den 3er Gruppen qualifizierten sich für die K.-o.-Runde.

## Gruppenphase

### Gruppe A
| Pl. | Verein          | Sp. | S | U | N | Tore    | Diff. | Punkte |
| --- | --------------- | --- | - | - | - | ------- | ----- | ------ |
| 1.  | Busan IPark     | 3   | 2 | 1 | 0 | 006:200 | +4    | 07     |
| 2.  | FC Anyang       | 3   | 1 | 2 | 0 | 005:300 | +2    | 05     |
| 3.  | Seoul E-Land FC | 3   | 1 | 0 | 2 | 002:400 | −2    | 03     |
| 4.  | Bucheon FC 1995 | 3   | 0 | 1 | 2 | 002:600 | −4    | 01     |

### Gruppe B
| Pl. | Verein                  | Sp. | S | U | N | Tore    | Diff. | Punkte |
| --- | ----------------------- | --- | - | - | - | ------- | ----- | ------ |
| 1.  | Suwon Samsung Bluewings | 3   | 3 | 0 | 0 | 008:300 | +5    | 09     |
| 2.  | Pohang Steelers         | 3   | 2 | 0 | 1 | 005:200 | +3    | 06     |
| 3.  | Incheon United          | 3   | 1 | 0 | 2 | 005:400 | +1    | 03     |
| 4.  | Asan Mugunghwa FC       | 3   | 0 | 0 | 3 | 000:900 | −9    | 0      |

### Gruppe C
| Pl. | Verein          | Sp. | S | U | N | Tore    | Diff. | Punkte |
| --- | --------------- | --- | - | - | - | ------- | ----- | ------ |
| 1.  | Ulsan Hyundai   | 3   | 3 | 0 | 0 | 008:400 | +4    | 09     |
| 2.  | Suwon FC        | 3   | 1 | 1 | 1 | 004:500 | −1    | 04     |
| 3.  | Daejeon Citizen | 3   | 1 | 0 | 2 | 007:800 | −1    | 03     |
| 4.  | Seongnam FC     | 3   | 0 | 1 | 2 | 005:700 | −2    | 01     |

### Gruppe D
| Pl. | Verein            | Sp. | S | U | N | Tore    | Diff. | Punkte |
| --- | ----------------- | --- | - | - | - | ------- | ----- | ------ |
| 1.  | Jeonnam Dragons   | 3   | 3 | 0 | 0 | 011:200 | +9    | 09     |
| 2.  | Gwangju FC        | 3   | 2 | 0 | 1 | 006:400 | +2    | 06     |
| 3.  | Sangju Sangmu FC  | 3   | 0 | 1 | 2 | 003:600 | −3    | 01     |
| 4.  | Ansan Greeners FC | 3   | 0 | 1 | 2 | 001:900 | −8    | 01     |

### Gruppe E
| Pl. | Verein                 | Sp. | S | U | N | Tore    | Diff. | Punkte |
| --- | ---------------------- | --- | - | - | - | ------- | ----- | ------ |
| 1.  | Jeonbuk Hyundai Motors | 2   | 1 | 1 | 0 | 003:200 | +1    | 04     |
| 2.  | Jeju United            | 2   | 0 | 2 | 0 | 003:300 | ±0    | 02     |
| 3.  | Daegu FC               | 2   | 0 | 1 | 1 | 003:400 | −1    | 01     |

### Gruppe F
| Pl. | Verein       | Sp. | S | U | N | Tore    | Diff. | Punkte |
| --- | ------------ | --- | - | - | - | ------- | ----- | ------ |
| 1.  | FC Seoul     | 2   | 2 | 0 | 0 | 007:100 | +6    | 06     |
| 2.  | Gangwon FC   | 2   | 1 | 0 | 1 | 001:500 | −4    | 03     |
| 3.  | Gyeongnam FC | 2   | 0 | 0 | 2 | 001:300 | −2    | 0      |

## K.-o.-Runde

### Achtelfinale
Das Achtelfinale wurde am 14. August 2018 ausgetragen.
|                         | Ergebnis |                  |
| ----------------------- | -------- | ---------------- |
| Jeonnam Dragons         | 5:0      | Seoul E-Land FC  |
| Jeonbuk Hyundai Motors  | 2:0      | Incheon United   |
| FC Seoul                | 4:1      | FC Anyang        |
| Suwon FC                | 1:3      | Pohang Steelers  |
| Busan IPark             | 1:1      | Daejeon Citizen  |
| Ulsan Hyundai           | 6:1      | Sangju Sangmu FC |
| Suwon Samsung Bluewings | 1:3      | Gwangju FC       |
| Jeju United             | 0:0      | Gangwon FC       |

### Viertelfinale
Das Viertelfinale wurde am 16. August 2018 ausgetragen.
|                 | Ergebnis |                        |
| --------------- | -------- | ---------------------- |
| Jeonnam Dragons | 0:0      | Jeonbuk Hyundai Motors |
| FC Seoul        | 1:1      | Pohang Steelers        |
| Busan IPark     | 1:4      | Ulsan Hyundai          |
| Gwangju FC      | 5:1      | Gangwon FC             |

### Halbfinale
Das Halbfinale wurde am 18. August 2018 ausgetragen.
|                 | Ergebnis |            |
| --------------- | -------- | ---------- |
| Jeonnam Dragons | 2:3      | FC Seoul   |
| Ulsan Hyundai   | 1:1      | Gwangju FC |

### Finale
Das Finale wurde am 20. August 2018 im Steel-Yard-Stadion ausgetragen.
|          | Ergebnis |               |
| -------- | -------- | ------------- |
| FC Seoul | 0:2      | Ulsan Hyundai |

## Statistik

### Torschützenliste
Bei gleicher Anzahl von Treffern sind die Spieler alphabetisch geordnet.
| Platz | Spieler          | Mannschaft      | Tore |
| ----- | ---------------- | --------------- | ---- |
| 01    | Park Jeong-in    | Ulsan Hyundai   | 7    |
| 02    | Jeong Chan-yeong | Jeonnam Dragons | 6    |
| 0     | Lee In-kyu       | FC Seoul        | 6    |
| 04    | Kwon Hyeok-kyu   | Busan IPark     | 4    |
| 05    | Seo Uh-min       | Daejeon Citizen | 3    |